# Borken
Borken (en allemand : /ˈbɔʁkn̩/ ? Écouter [Fiche]) est une ville allemande située en Rhénanie-du-Nord-Westphalie et chef-lieu de l'arrondissement de Borken.

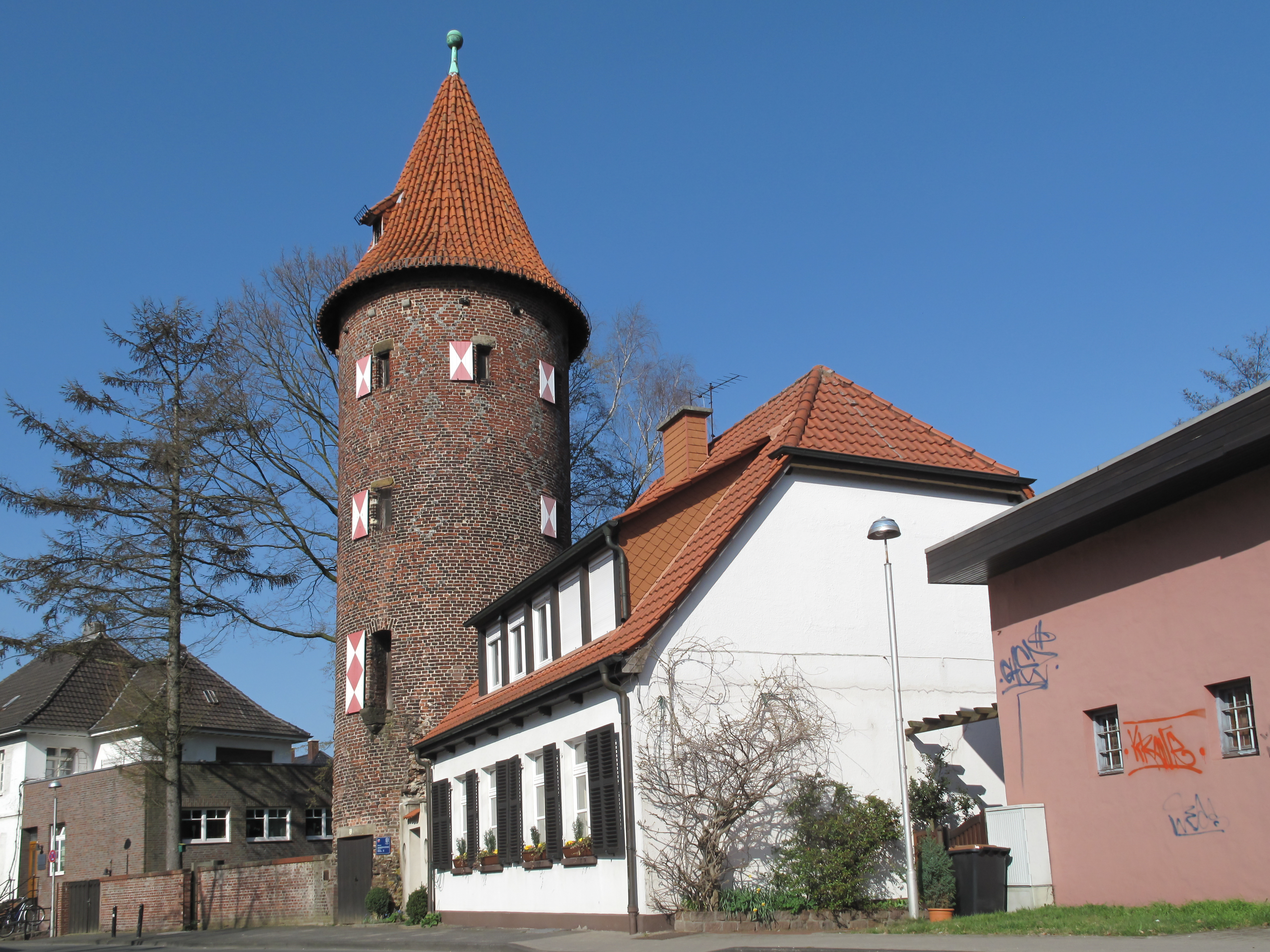
Tour: der Kuhmturm